# Distrito de Wil
El distrito de Wil (en alemán Wahlkreis Wil) es uno de los ocho distritos del cantón de San Galo (Suiza). Tiene una superficie de 145,29 km². El distrito fue constituido el 10 de junio de 2001, tras la entrada en vigor de la nueva constitución cantonal. Fue creado de los antiguos distritos de Wil y Untertoggenburg (sin Ganterschwil y Mogelsberg).

## Geografía
El distrito de Wil limita al norte con los distritos de Münchwilen (TG) y Bischofszell (TG), al este con San Galo, al sureste con el cantón de Appenzell Rodas Exteriores, y al suroeste con el distrito de Toggenburgo.

## Comunas
| Distrito de Wil    | Distrito de Wil        | Distrito de Wil |
| Comunas            | Población (31.12.2008) | Superficie km²  |
| ------------------ | ---------------------- | --------------- |
| Bronschhofen       | 4518                   | 13.16           |
| Degersheim         | 3898                   | 14.48           |
| Flawil             | 9828                   | 11.51           |
| Jonschwil          | 3392                   | 10.99           |
| Niederbüren        | 1415                   | 15.92           |
| Niederhelfenschwil | 2814                   | 16.34           |
| Oberbüren          | 3994                   | 17.71           |
| Oberuzwil          | 5806                   | 14.11           |
| Uzwil              | 12 410                 | 14.49           |
| Wil                | 17 678                 | 7.62            |
| Zuzwil             | 4559                   | 8.96            |
| Total (11)         | 70 312                 | 145.29          |